# Disfonia
La disfonia és qualsevol alteració de la veu ja sigui momentània o duradora. S'entén per disfonia l'alteració de les qualitats acústiques de la veu: la freqüència, intensitat sonora i timbre. Quan la veu es fa ronc o rauc es parla de ronquera. No s'ha de confondre amb l'afonia que és la pèrdua total de la veu.
Les disfonies es classifiquen en dos grans grups: les funcionals i les orgàniques. La disfonia funcional pot ser causada per un abús vocal (sobre-esforç), per una mala tècnica vocal, o per tots dos motius.
La disfonia orgànica pot ser deguda a laringitis, la més freqüent (aguda: viral o bacteriana; o crònica: tabaquisme o malaltia per reflux gastroesofàgic); neoplàsia (premalignes: displàsia) - (malignes: carcinoma de cèl·lules escatoses); trauma (iatrogènic: cirurgia/intubació o accidental: tancat/penetrant/tèrmic); problemes endocrinologics (hipotiroïdisme o hipogonadisme); causes hematològiques (amiloïdosi); o iatrogènica (glucocorticoides inhalats).